# Las Ratas
Las Ratas és una petita localitat de l'Uruguai, ubicada al nord del departament de Cerro Largo. Té una població aproximada de 300 habitants, segons les dades del cens del 2004.
Es troba a 119 metres sobre el nivell del mar.